# Sierra Velluda
La Sierra Velluda es un estratovolcán del periodo pleistoceno localizado inmediatamente al suroeste del volcán Antuco, en la región del Biobío en Chile. La montaña tiene dos cumbres principales y es la montaña más alta en el parque nacional Laguna del Laja y de la región.

## Toponimia
En el libro de Eduardo Poeppig, primer ascensionista del volcán Antuco (1829), aparece un dibujo a mano del macizo montañoso vecino al volcán. El nombre que usa Poeppig para referirse a éste es "Silla de Bermudas", probablemente haciendo referencia a la forma de silla de montar que le dan sus dos cumbres distintivas. El paso del tiempo y el dialecto de los lugareños lo habría transformado en el actual "Sierra Velluda".
Según otra versión, a la que adhiere Carlos Elgueta, autor de “Molchén, el halcón guerrero”; la Sierra Velluda originó su nombre en el conquistador y funcionario real Fernando Belluga de Moncada, cuyo apellido también se escribía Velluga de Moncada, quien vivió en la ciudad de Los Infantes de Angol y era su escribano y secretario del Cabildo al despoblarse en 1600 con motivo del Gran Alzamiento indígena que destruyó las “ciudades de arriba.”
Era la “Silla de Velluga”, por su forma de silla de montar. De ese nombre original derivó, en el hablar popular al nombre actual, al perderse y olvidarse el “Belluga” como apellido en Chile.

## Primeras Ascensiones
El 17 de enero de 1940,	E. Fahrenkrog, K. Kroessig y H. Tilly realizaron la primera ascensión a la cumbre principal del Sierra Velluda (pico norte, 3585m) por la ruta Canaleta Oeste. 
La primera ascensión al pico central (3518 m.) fue efectuada el 28 de diciembre de 1948 por los andinistas A. Mercado y V. Sepúlveda.
Sus laderas occidentales drenan en el río Duqueco.